# Геленув (гміна Гловно)
Геленув (пол. Helenów) — село в Польщі, у гміні Гловно Згерського повіту Лодзинського воєводства.
Населення — 34 особи (2011).
У 1975-1998 роках село належало до Лодзинського воєводства.

## Демографія
Демографічна структура станом на 31 березня 2011 року:
|          | Загалом | Допрацездатний вік | Працездатний вік | Постпрацездатний вік |
| -------- | ------- | ------------------ | ---------------- | -------------------- |
| Чоловіки | 14      | 4                  | 8                | 2                    |
| Жінки    | 20      | 5                  | 9                | 6                    |
| Разом    | 34      | 9                  | 17               | 8                    |